# Niebieski smok
Niebieski smok, jaskółka morska (Glaucus atlanticus) – gatunek jadowitego morskiego ślimaka tyłoskrzelnego, występującego w wodach umiarkowanych i tropikalnych.

## Występowanie
Gatunek ten występuje w wodach pelagialnych u wybrzeży europejskich, RPA, oraz Mozambiku, oraz na wschodnim wybrzeżu Australii. Jego charakterystyczną cechą jest pływanie „głową w dół”, przy wykorzystaniu gazu w swoim żołądku.

## Wygląd
Osiąga długość od 0,5 do 3 cm. Jego ciało jest spłaszczone i zwęża się ku tyłowi. Ma sześć kończyn (pierwsza para jest szczególnie duża), które rozgałęziają się promieniście, tworząc tzw. ceratę. Jest barwy srebrzysto-szarej przechodzącej w srebrzysto-błękitną po stronie grzbietowej, a granatowo-niebieskiej od spodniej. Na głowie ma ciemnoniebieskie paski.

## Odżywianie
Jest organizmem drapieżnym, żerującym na organizmach większych od siebie i jadowitych (np. żeglarz portugalski). Jad żeglarza portugalskiego nie jest trujący dla błękitnego smoka, który gromadzi go na końcach wypustek odnóży, dzięki czemu zyskuje śmiertelnie niebezpieczną broń przeciwko swoim ofiarom. W skład jego pożywienia wchodzą ponadto: żeglarz wiatrowy (Velella velella), meduzy z gatunku błękitny przycisk (Porpita porpita) oraz tratewnik jantina. Sporadycznie wśród tego gatunku dochodzi także do aktów kanibalizmu.

## Rozmnażanie
Organizmy te są obojnakami. Kopulują ze sobą poprzez połączenie się stronami brzusznymi. Po zapłodnieniu osobniki, które uczestniczyły w kopulacji, wytwarzają sznury z jajami.